# Buchbeschlag

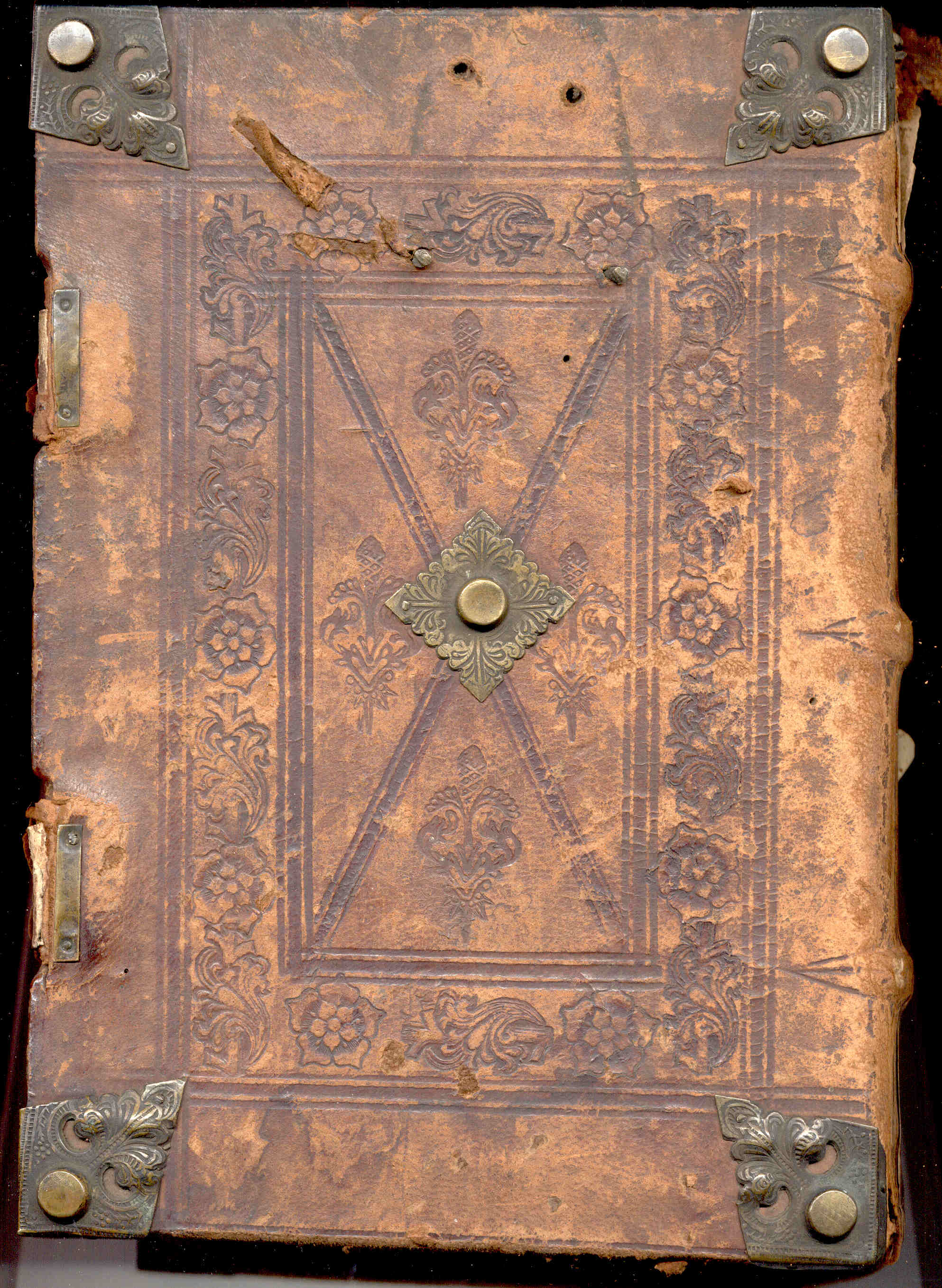
Inkunabel aus dem 15. Jahrhundert, mit Beschlägen und Blindprägung verziert.

Buchbeschläge bezeichnen Metallelemente, die, vorzugsweise im Mittelalter, zum Schutz des Einbandmaterials auf die Buchdeckel aufgebracht wurden. Der Begriff umfasste dabei in der Regel mehrere Glieder. Üblich waren Beschläge um alle vier Deckelecken und in der Deckelmitte, verstärkt durch sogenannte Buckel oder Knöpfe. Seltener traten auch Metallschienen zum Schutz der Kanten oder Rahmen für die Titelschilder hinzu. Sogar die eisernen Ketten, mit denen die libri catenati in Bibliotheken vor Diebstahl oder Beschädigung geschützt wurden, werden in der Regel unter diesem Begriff summiert. Buchschließen hingegen zählen nicht dazu.

## Geschichte
Beschläge waren in der Hauptsache ein Phänomen mittelalterlicher Holzdeckelbände. Da Bücher bis ins 16. Jahrhundert hinein vielfach  liegend aufbewahrt wurden, scheuerte das Bezugsmaterial (in der Regel Leder) permanent an der Auflagefläche, was dauerhaft zu Beschädigungen führte und den Wert des Einbands minderte. Beschläge dienten daher dazu, leicht erhabene Auflageflächen zu bilden und so eine Berührung des empfindlichen Einbandmaterials mit der Unterlage zu vermeiden.
Die einfachste Art der Beschläge bildeten Nägel mit verdickten Köpfen (Buckel), die in jeder Ecke und in der Deckelmitte angebracht wurden. Anfangs noch relativ klein und flach, wurden sie im 15. Jahrhundert schon größer, runder und teils sogar durch Treibarbeiten oder Ziselierung verziert. Bald traten flache, großflächiger gearbeitete Eckbeschläge und Mittelstücke hinzu, die neben der Schutzfunktion immer mehr auch eine schmückende Rolle innehatten. In den Ecken meist rautenförmig angelegt, konnte der mittlere Beschlag in jeder beliebigen Form gearbeitet sein. Dabei waren es nicht nur die Luxuseinbände, die durch Gravur, Durchbrucharbeiten, Ziselierung und Treibarbeiten eine zusätzliche Wertsteigerung erfuhren. Für bibliophile Samteinbände des Spätmittelalters jedoch stellten die Beschläge oft die einzige Dekoration dar und wurden entsprechend besonders kunstvoll gestaltet.

Ledereinband von Conrad Forster aus dem Jahr 1436, Beschläge in allen vier Ecken und der Deckelmitte, verstärkende Buckel.

Mit dem Aufkommen der Deckelpappen in der Renaissance nahm die Verwendung der Beschläge schließlich ab. Die stehende Lagerung machte die schützende Funktion zunehmend überflüssig, lediglich als Schmuck fanden Beschläge noch eine Zeit lang Verwendung. Vor allem im 19. Jahrhundert wurden im Zuge historistischer Entwürfe im Bereich des Verlagseinbandes Buchbeschläge nachgestaltet. Hier stand weniger der Schutz des Einbands als vielmehr der gestalterische Aspekt im Vordergrund.
Heute findet man noch Biernägel an Kommersbüchern, die das Buch im Liegen vor Flüssigkeiten auf dem Tisch schützen sollen, und an beanspruchten Gebrauchsbüchern wie Adress- und Tagebüchern einfache Buchecken aus Blech. Auch der Eckenschutz bei Aktenordnern kann als eine Form von Beschlag interpretiert werden.

## Material und Herstellung
In der Regel bestanden Beschläge aus Messing oder Eisen. Für Prunkhandschriften wurden jedoch auch spezielle silberne oder vergoldete Exemplare als Sonderanfertigungen hergestellt. Diese Arbeit lag im Gegensatz zu den meisten anderen schmückenden Verfahren für Bucheinbände nicht in der Hand des Buchbinders. Stattdessen waren es Metallarbeiter, zunächst Gürtler, spätestens ab der Mitte des 16. Jahrhunderts jedoch sogenannte Klausurmacher, die die Beschläge fertigten. Ein Gros wurde dabei als Handelsware produziert und weiträumig exportiert, was den Einfluss der Buchbinder auf die Gestaltung begrenzte. Dieser Mangel an Individualität ist es auch, der es der Einbandforschung bisher nicht erlaubt, größere Rückschlüsse auf Ort und Zeit eines bestimmten Einbandes, alleine durch das Studium der Beschläge zu gewinnen. Vielfach sind sie heute sowieso nicht mehr vorhanden, da sie bei der Aufstellung im Regal hinderlich waren und nachträglich wieder entfernt wurden.